# Università metropolitana di Manchester
La Manchester Metropolitan University (spesso abbreviata MMU) è un'università situata a Manchester, Inghilterra. L'Università trae le sue origini dal Manchester Mechanics Institute e la Manchester School of Design, che formarono il Politecnico di Manchester nel 1970. Il Politecnico quindi guadagnò lo status di università con il Further and Higher Education Act, diventando nel 1992 la Manchester Metropolitan University. Oggi ha sede nella città Manchester, con distaccamenti nella contea di Cheshire.
La Manchester Metropolitan University è un membro accreditato della Association of MBAs. È membro della University Alliance, della Association of Commonwealth Universities, della North West Universities Association, Association to Advance Collegiate Schools of Business e della European University Association.
È anche sede della Manchester School of Art, della Manchester School of Theatre, così come della Manchester School of Architecture (MSA) gestita in collaborazione con la University of Manchester.

## Galleria d'immagini

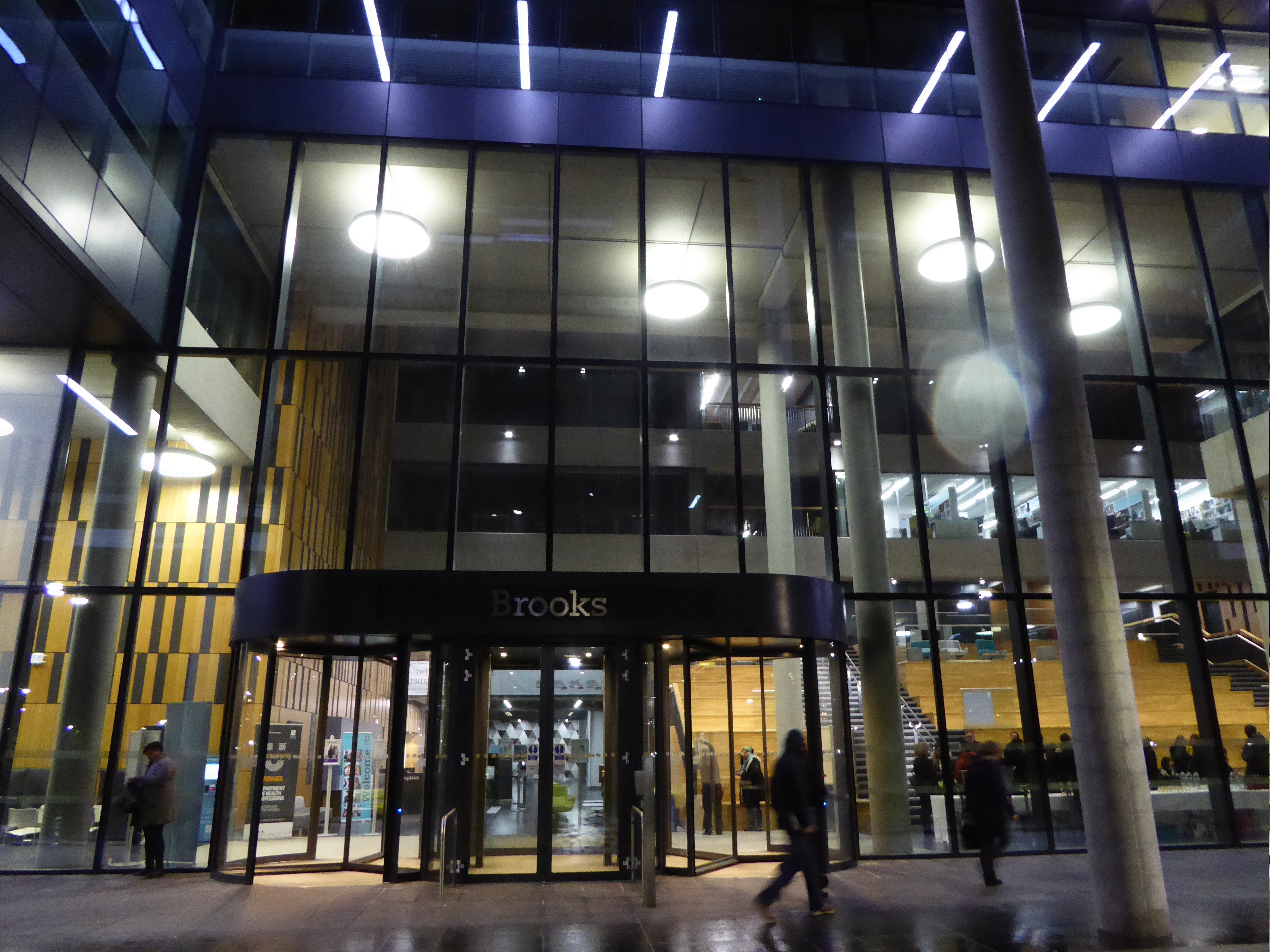
Brooks Building
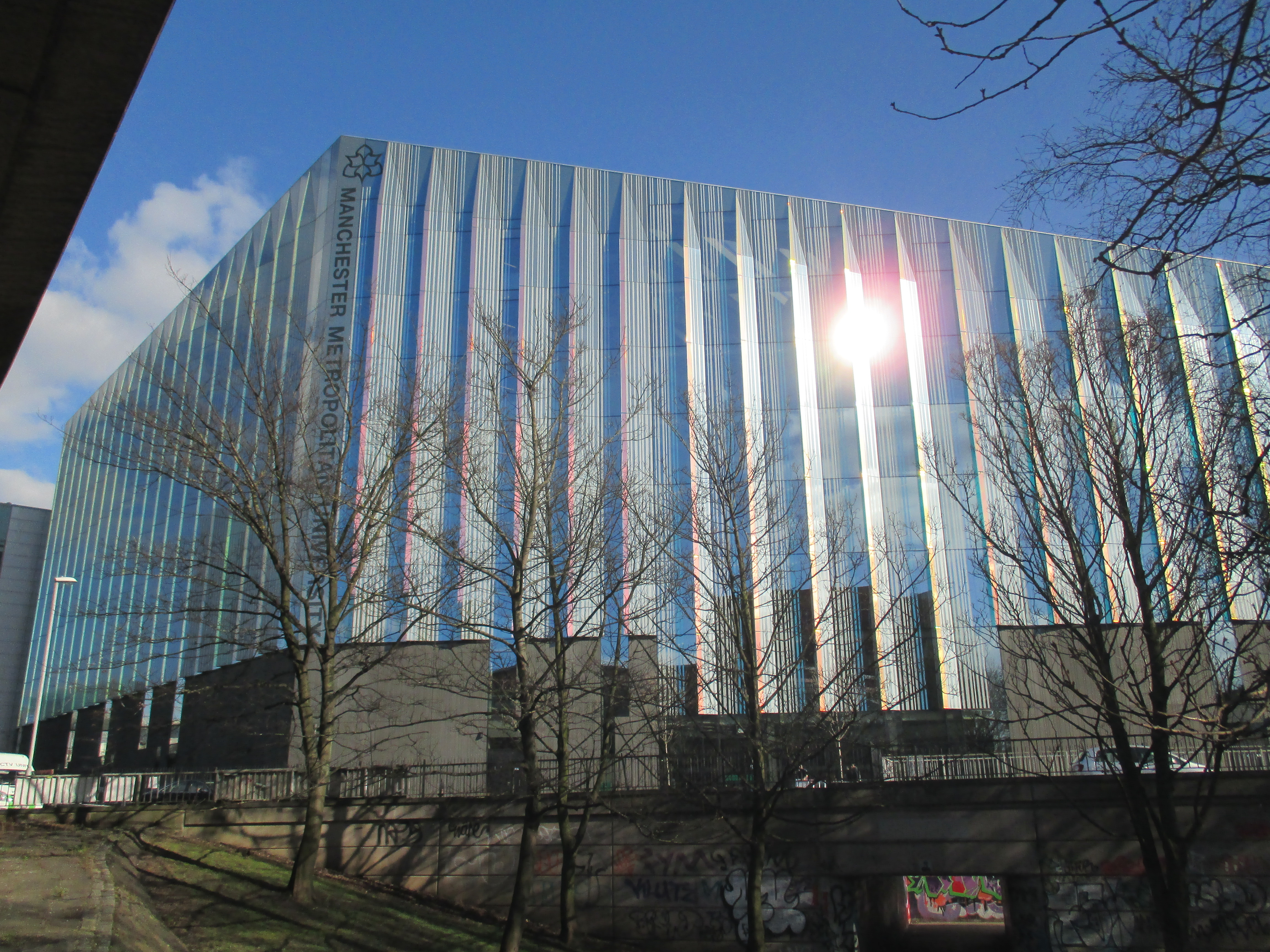
Manchester Metropolitan University Business School
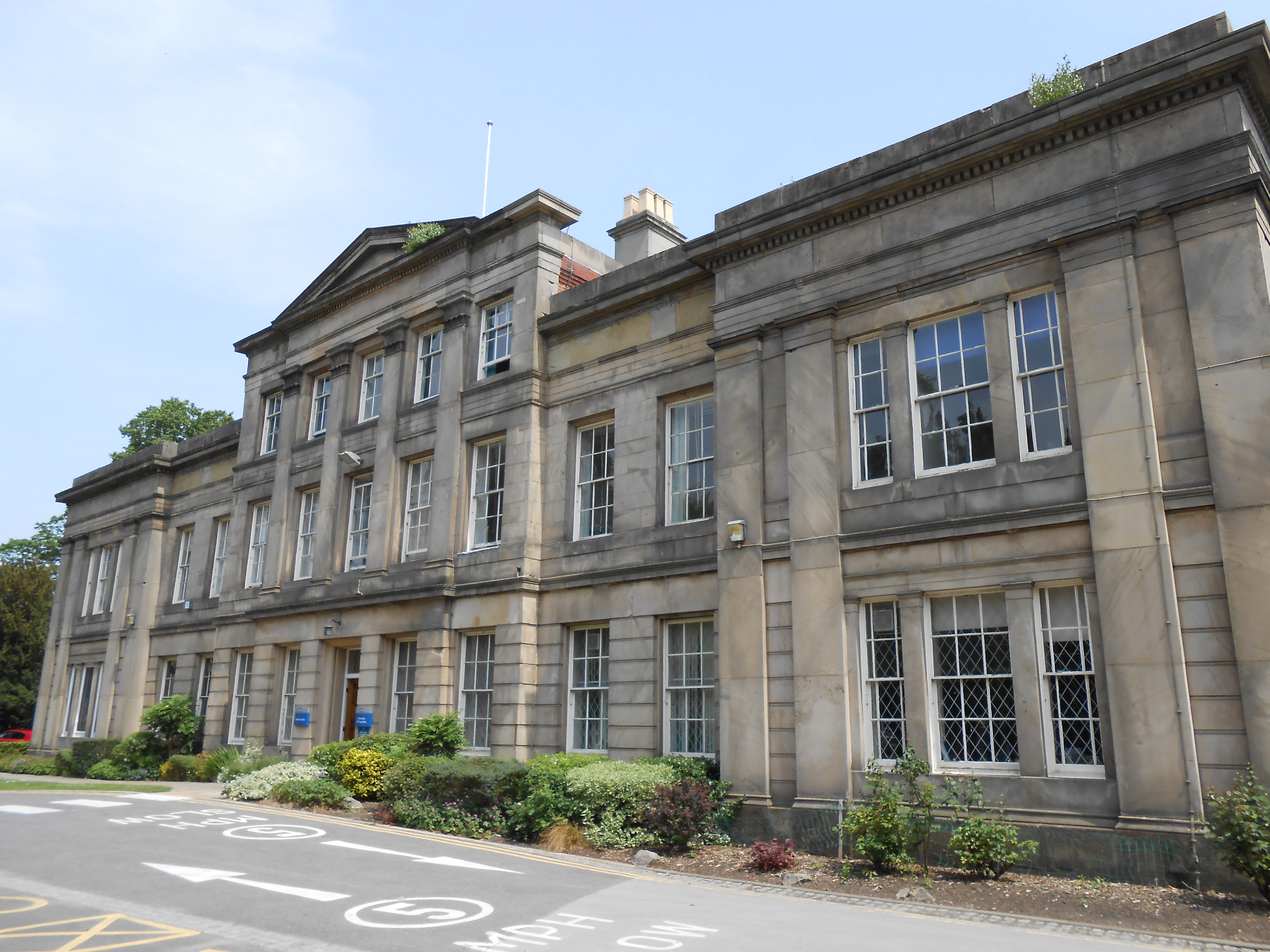
Didsbury Campus